# Spirorbis imprimus
Spirorbis imprimus är en ringmaskart som beskrevs av Ziegler och Jozef 1998. Spirorbis imprimus ingår i släktet Spirorbis och familjen Serpulidae. Inga underarter finns listade i Catalogue of Life.